# Манн, Чарльз
Чарльз Манн (англ. Charles C. Mann; род. 12 июня 1955, США) — американский журналист и писатель, автор бестселлеров, специализирующийся на научных темах.
Корреспондент The Atlantic, Science, Wired. Удостоился National Academies Communication Award (2006) за книгу 1491: New Revelations of the Americas Before Columbus.
Вырос на североамериканском Западе.
Его отец был менеджером в автомобильной сфере и регулярно менял работу, семья часто переезжала. Чарльз любил читать с ранних лет, а также что-нибудь мастерить.
С отличием окончил Амхерстский университет в 1976 году по специальности «Междисциплинарные исследования». В 2013 читал там Hugh Hawkins Lecture. Почетный доктор альма-матер (2019). Побывал в 70-ти странах, два года жил в Риме.
Публиковался на страницах Fortune, The New York Times, Smithsonian, Technology Review, Vanity Fair, The Washington Post.
Автор 1493: Uncovering the New World Columbus Created («1493: открытие Нового Света, созданного Колумбом») — лучшей книги года по версии TIME. Соавтор ещё четырёх научно-популярных книг: The Second Creation: Makers of the Revolution in 20th-Century Physics (New York: Macmillan, 1986; rev. ed. — New Brunswick: Rutgers University Press, 1995); The Aspirin Wars: Money, Medicine, and 100 Years of Rampant Competition (New York: Alfred A. Knopf, 1991), Noah’s Choice: The Future of Endangered Species (New York: Alfred A. Knopf, 1995), At Large: The Strange Case of the Internet’s Biggest Invasion (New York: Simon & Schuster, 1998). Также автор The Wizard and the Prophet: Two Remarkable Scientists and Their Dueling Visions to Shape Tomorrow’s World (Alfred A. Knopf, 2018) {См. Stewart Brand}. Работает над книгой о североамериканском Западе.
Женат на Ray Kinoshita Mann, есть дочь Амелия и сын.

## Книги
- 1491: New Revelations of the Americas before Columbus. New York, NY: Alfred A. Knopf, 2005. 480 pp. ISBN 1-4000-4006-X (hbk.); 1-4000-3205-9 (pbk.). {Рец., , }
- 1493: открытие Нового Света, созданного Колумбом